# Rio Bălșoara
O Rio Bălşoara é um rio da Romênia afluente do rio Beica, localizado no distrito de Vâlcea.